# Can Gener (Vidreres)
Can Gener és una gran masia al terme de Vidreres (la Selva) propera i a l'oest de la Torre d'en Llobet i el Castell de Sant Iscle. A llevant del mas hi ha una petita construcció adossada i dissenyada com una casa a escala reduïda, amb un gran predomini d'obertures rectangulars de llinda monolítica, amb muntants de pedra i enreixat de ferro forjat i coberta a dues aigües. Finalment, cal esmentar que la masia està coberta amb una teulada de vessants a laterals.
L'edifici de planta rectangular estructurada en tres plantes. La planta baixa contempla tres obertures, el gran portal d'accés adovellat, d'arc de mig punt i amb dovelles de gran mida, flanquejat per dues obertures rectangulars -l'esquerre sensiblement més gran- de llinda monolítica, conformant un arc pla, cobertes amb un enreixat de ferro forjat. Pel que fa al primer pis o planta noble, també recull tres obertures de similars característiques -excepte la central motllurada- de llinda monolítica conformant un arc pla, amb muntants de pedra, ampit treballat i enreixat de ferro forjat. El segon i últim pis és projectat com a golfes amb dues minúscules obertures rectangulars geminades. Cal remarcar que, adossat a ponent, sobresurt una espècie de protuberància en forma semicircular semblant a un petit absis, que de ben segur desenvoluparia les tasques de forn de la casa. Tant en la façana posterior com en els laterals, s'observa una distribució i plantejament semblant a la façana principal, amb un gran predomini i protagonisme de les obertures rectangulars, de llinda monolítica i muntants de pedra.